# Erik Kugelberg
Erik Gustav Kugelberg (Bålnäs, 9 maart 1891 - Linköping, 15 oktober 1975) was een Zweedse atleet, die gespecialiseerd was in de meerkamp. Hij nam eenmaal deel aan de Olympische Spelen, maar won hierbij geen medailles.

## Loopbaan
In 1911 won Kugelberg bij de Zweedse kampioenschappen het onderdeel tienkamp. Een jaar later nam hij deel aan de Olympische Spelen van Stockholm. Hij vertegenwoordigde Zweden op de onderdelen vijfkamp en tienkamp. Bij de vijfkamp werd hij vijftiende overall, doordat hij slechts drie onderdelen tot een goed einde bracht. Bij de tienkamp verging het hem beter en werd hij zevende met 6758.780 punten. De wedstrijd werd gewonnen door de Amerikaan Jim Thorpe, die het wereldrecord verbeterde tot 8412.955 punten.
In zijn actieve tijd was Kugelberg aangesloten bij IFK Norrköping in Norrköping. Hij overleed op 84-jarige leeftijd in de Zweedse stad Linköping.

## Titels
- Zweeds kampioen tienkamp - 1911

## Palmares

### vijfkamp
- 1912: 15e OS - 1982,875 (o.b.v. 3 onderdelen)

### tienkamp
- 1912: 7e OS - 6758,780